# Уроки дыхания
«Уроки дыхания» (англ. Breathing Lessons) — американский телефильм 1994 года. Экранизация произведения, автор которого — Энн Тайлер.

## Сюжет
Пожилая семейная пара отправляется в соседний город на похороны друга. Супруги ещё не знают, что эта поездка привнесёт в их жизнь немало сюрпризов, заставив по-новому взглянуть на свои отношения и позволив возродить начавшие было угасать чувства и воспоминания.

## В ролях
- Джеймс Гарнер — Айра Моран
- Джоан Вудворд — Мэгги Моран
- Кэтрин Эрбе — Фиона
- Джойс Ван Пэттен — Серена
- Айлин Хекарт — Мэйбл

## Награды и номинации
| Год  | Премия                         | Категория                                                                  | Имя              | Результат |
| ---- | ------------------------------ | -------------------------------------------------------------------------- | ---------------- | --------- |
| 1994 | Эмми                           | Outstanding Individual Achievement in Writing in a Miniseries or a Special | Роберт У. Ленски | Номинация |
| 1994 | Эмми                           | Outstanding Lead Actor in a Miniseries or a Special                        | Джеймс Гарнер    | Номинация |
| 1994 | Эмми                           | Outstanding Lead Actress in a Miniseries or a Special                      | Джоан Вудворд    | Номинация |
| 1994 | Эмми                           | Outstanding Made for Television Movie                                      |                  | Номинация |
| 1995 | Золотой глобус                 | Лучшая актриса мини-сериала или фильма для ТВ                              | Джоан Вудворд    | Победа    |
| 1995 | Золотой глобус                 | Лучший актёр мини-сериала или фильма для ТВ                                | Джеймс Гарнер    | Номинация |
| 1995 | Премия Гильдии киноактёров США | Лучшая женская роль в телефильме или мини-сериале                          | Джоан Вудворд    | Победа    |